# KV3
KV3 (англ. Kings' Valley № 3) — гробница, предназначавшаяся для захоронения неизвестного науке сына фараона Рамсеса III из XX династии Нового царства (XII век до н. э.), расположенная в египетской Долине Царей, в фиванском некрополе на западном берегу Нила, напротив Луксора. Незаконченное состояние нескольких помещений гробницы вместе со скудными археологическими находками свидетельствует о том что гробница не использовалась по предназначению. По некоторым предположениям гробница первоначально предназначалась для наследника Рамсеса III, в будущем фараона Рамсеса IV, но тот начал строить свою собственную гробницу, известную как KV2, вскоре после начала своего правления.

## Археологические исследования

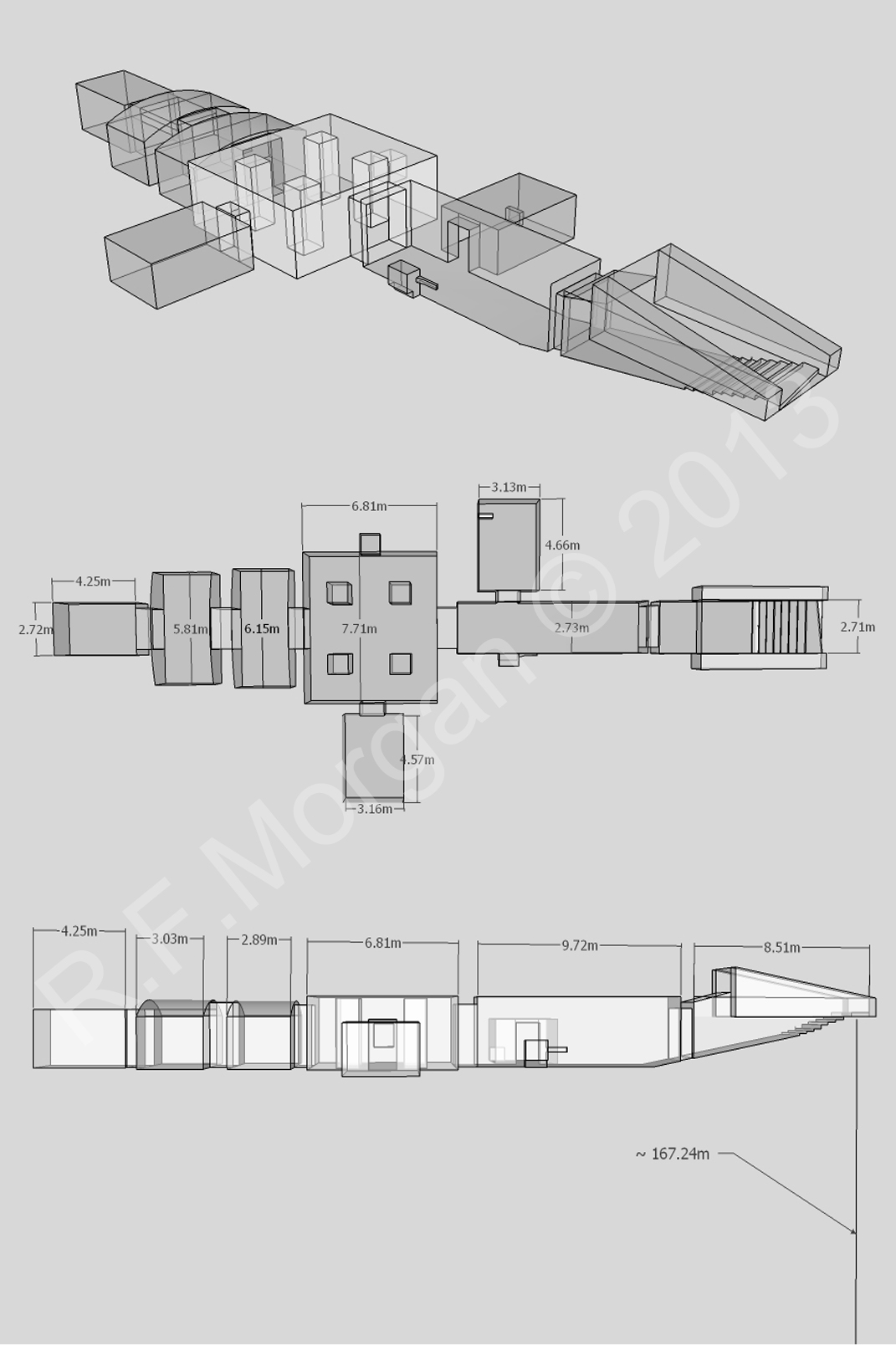
Объёмная схема, общий план и вид сбоку

Есть доказательства того, что гробница в византийский период использовалась в качестве христианской часовни. Хотя она была известна с античных времён, тщательно исследована она была лишь в 1912 году археологом Гарри Бёртоном, работы финансировались богатым американским юристом Теодором М. Дэвисом.